# Matagorda (Texas)
Matagorda es un lugar designado por el censo ubicado en el condado de Matagorda en el estado estadounidense de Texas. En el Censo de 2010 tenía una población de 503 habitantes y una densidad poblacional de 95,34 personas por km².

## Historia
Fundada en 1827 por colonos anglosajones liderados por Stephen Austin, cuando la zona era parte del estado de Coahuila y Texas, Primera República Federal (México).

## Geografía
Matagorda se encuentra ubicado en las coordenadas 28°41′47″N 95°58′00″O / 28.69639, -95.96667. Según la Oficina del Censo de los Estados Unidos, Matagorda tiene una superficie total de 5.28 km², de la cual 4.77 km² corresponden a tierra firme y (9.52%) 0.5 km² es agua.

## Demografía
Según el censo de 2010, había 503 personas residiendo en Matagorda. La densidad de población era de 95,34 hab./km². De los 503 habitantes, Matagorda estaba compuesto por el 89.46% blancos, el 0.99% eran afroamericanos, el 0.6% eran amerindios, el 0% eran asiáticos, el 0.2% eran isleños del Pacífico, el 7.36% eran de otras razas y el 1.39% pertenecían a dos o más razas. Del total de la población el 12.92% eran hispanos o latinos de cualquier raza.